# 최성원 (배우)
최성원(崔成元, 1985년 1월 17일 ~ )은 대한민국의 배우이다.

## 학력
- 선정고등학교 졸업
- 국민대학교 연극영화과 학사

## 작품 활동

### 드라마
| 연도 | 방송채널                            | 제목                                                     | 역할                     | 비고     |
| ---- | ----------------------------------- | -------------------------------------------------------- | ------------------------ | -------- |
| 2011 | KBS2                                | 단막극 《KBS 드라마 스페셜 - 기쁜 우리 젊은 날》         |                          |          |
| 2012 | KBS2                                | 단막극 《KBS 드라마 스페셜 - 국회의원 정치성 실종사건》  | 고금하                   |          |
| 2014 | KBS2                                | 단막극 《KBS 드라마 스페셜 - 마지막 퍼즐》               | 형사                     |          |
| 2015 | KBS2                                | 단막극 《KBS 드라마 스페셜 - 바람은 소망한 곳으로 분다》 |                          |          |
| 2015 | tvN                                 | 금토드라마 《응답하라 1988》                             | 성노을                   |          |
| 2016 | tvN                                 | 금토드라마 《응답하라 1988》                             | 성노을                   |          |
| JTBC | 금토드라마 《마녀보감》             | 동래                                                     |                          |          |
| 2017 | tvN                                 | 수목드라마 《슬기로운 감빵생활》                         | 점박이                   |          |
| 2018 | tvN                                 | 수목드라마 《슬기로운 감빵생활》                         | 점박이                   |          |
| KBS2 | 월화드라마 《우리가 만난 기적》     | 하수빈 대리                                              |                          |          |
| JTBC | 금토드라마 《내 아이디는 강남미인》 | 송정호                                                   |                          |          |
| 2019 | KBS2                                | 월화드라마 《국민 여러분!》                              | 김미영의 바람난 남자친구 | 특별출연 |
| 2019 | SBS                                 | 수목드라마 《빅이슈》                                    | 김명진                   |          |
| 2019 | SBS                                 | 수목드라마 《절대 그이》                                 | 남보원                   |          |
| 2019 | tvN                                 | 수목드라마 《싸이코패스 다이어리》                       | 허택수                   |          |
| 2020 | tvN                                 | 수목드라마 《싸이코패스 다이어리》                       | 허택수                   |          |
| 2022 | MBC                                 | 토일드라마 《지금부터, 쇼타임!》                         | 민호                     | 특별출연 |
| 2023 | KBS2                                | 드라마스페셜 《극야》                                    | 유연훈                   |          |

### 영화
- 2014년 영화 《슬로우 비디오》 ... 사채업자 역
- 2015년 영화 《탐정: 더 비기닝》 ... 신참 역
- 2016년 영화 《아수라》 ... 담당의사 역
- 2017년 영화 《프리즌》 ... 엄교도 역
- 2018년 영화 《탐정: 리턴즈》 ... 조영철 형사 역
- 2023년 영화 《살수》 ... 사또 역

### 방송
- 2013년 《생방송 브라보 나눔로또》게스트 547회

### 예능
- 2016년 MBC 《미스터리 음악쇼 복면가왕》 - 저 푸른 초원 위에
- 2010년 KBS 《남자의 자격 - 합창단》
- 2019년 SBS 《그랑블루》

### 뮤지컬
| 연도 | 제목       | 역할 | 비고 |
| ---- | ---------- | ---- | ---- |
| 2014 | 《사춘기》 | 선규 |      |